# Voldemar Karilaid
Voldemar Karilaid, född 7 november 1920 i Salla, död 7 augusti 1965 i S:t Johannes församling, Stockholm, var en estländsk-svensk arkitekt.
Karilaid avlade studentexamen i Tallinn 1940 och tjänstgjorde under andra världskriget som frivillig i Finlands armé. Han flydde till Sverige 1944 och utexaminerades från Kungliga Tekniska högskolan i Stockholm 1952. Han var anställd på arkitektkontor i Uppsala och Stockholm 1945–1950 och 1953–1957, förste assistent vid Kungliga Tekniska högskolan 1951–1953 och bedrev egen arkitektfirma i Stockholm från 1957. Han var särskilt anlitad av Svenska Riksbyggen.